# Ballade de Johnny Jane
Pour les articles homonymes, voir Ballade (homonymie), Johnny et Jane.
Clip vidéo
[vidéo] « Jane Birkin - Ballade de Johnny Jane », sur YouTube
[vidéo] « Serge Gainsbourg - Ballade de Johnny-Jane », sur YouTube
Pistes de Je t'aime moi non plus (album)
Raccrochez c'est une horreur
Ballade de Johnny Jane est une chanson française de l'auteur-compositeur-interprète Serge Gainsbourg, enregistrée en single par Jane Birkin,, extrait de l'album bande originale Je t'aime moi non plus (album) de leur film Je t'aime moi non plus (film) de 1976, un des nombreux tubes de leurs répertoires,.

## Histoire
Serge Gainsbourg écrit et compose cette chanson avec Jean-Pierre Sabard, pour la musique de son premier film Je t'aime moi non plus de 1976, interprétée par sa compagne Jane Birkin, qui joue le rôle des histoires d'amour de Johnny, une jeune femme androgyne.

## Thématique
Le titre et les paroles de la chanson reprennent le prénom Johnny du personnage joué par Jane Birkin, et le prénom de l'actrice-interprète, avec des paroles sur le thème des amours sordides de cette jeune femme candide « à la recherche de [son] amour suicide ». Gainsbourg l'incite à fuir « les no man's land et les lieux sordides, Hey Johnny Jane, te souviens-tu du film de Gainsbourg Je t'aime, je t'aime moi non plus un joli thème, Hey Johnny Jane toi qui traînes tes baskets et tes yeux candides..., écrase d’un poing rageur ton œil humide, le temps ronge l'amour comme l'acide... ».

## Reprises et adaptations
Serge Gainsbourg et Jane Birkin reprennent ce tube dans de nombreux concerts et albums de leurs longues carrières, dont :
- 1985 : Serge Gainsbourg, album Gainsbourg Live, au Casino de Paris
- 1992 : Jane Birkin, album Je suis venue te dire que je m'en vais…, au Casino de Paris
- 1996 : Jane Birkin et Vanessa Paradis, La Soirée des Enfoirés
- 1998 : Nilda Fernández, album Mes hommages
- 2021 : Jane Birkin et Sandrine Kiberlain, Taratata[7]

## Au cinéma
- 1976 : Je t'aime moi non plus, de Serge Gainsbourg, musique du film, nommée pour la Meilleure musique écrite pour un film pour Serge Gainsbourg au César 1977.